# Anthony Soter Fernandez
Anthony Soter Fernandez (1932-2020) là một hồng y người Malaysia của Giáo hội Công giáo Rôma. Ông nguyên là Tổng giám mục chính tòa của Tổng giáo phận Kuala Lumpur, thủ đô Malaysia trong hai mươi năm từ 1983 đến 2003 và có hai lần đắc cử và phục vụ với cương vị Chủ tịch Hội đồng Giám mục Malaysia, Singapore và Brunei.

## Tiểu sử
Hồng y Anthony Soter Fernandez sinh ngày 22 tháng 4 năm 1932 tại Sungai Patani, Malaysia. Sau quá trình tu học dài hạn theo Giáo luật quy định, ngày 10 tháng 2 năm 1966, ông được truyền chức linh mục. Tân linh mục là thành viên linh mục đoàn Giáo phận Penang.
Ngày 29 tháng 9 năm 1977, ở tuổi 45, Tòa Thánh loan báo thông tin về việc giáo hoàng đã quyết định tuyển chọn linh mục Anthony Soter Fernandez làm Giám mục chính tòa Giáo phận Penang. Lễ tấn phong cho vị tân chức được tổ chức sau đó khá lâu vào ngày 17 tháng 2 năm 1978. Ba giáo sĩ tham gia nghi lễ tấn phong giám mục là Gregory Yong Sooi Ngean, Tổng giám mục chính tòa Tổng giáo phận Singapore và hai vị phụ phong khác là Giám mục James Chan Soon Cheong, Giám mục chính tòa Giáo phận Melaka-Johor và Giám mục Anthony Lee Kok Hin từ Giáo phận Miri. Tân giám mục chọn cho mình châm ngôn: Keadilan dan keamanan.
Ngày 2 tháng 7 năm 1983, thông tin từ Tòa Thánh cho biết về việc thăng Giám mục Fernandez làm Tổng giám mục Tổng giáo phận Kualar Lumpur, thủ đô Malaysia. Sau hai mươi năm trên cương vị này, ngày 24 tháng 5 năm 2003, Tổng giám mục Fernandez từ nhiệm khỏi chức vị tại Kualar Lumpur, tuy chỉ mới 71 tuổi, nhưng vẫn được phía Tòa Thánh cho phép.
Trong Công nghị Hồng y 2016 cử hành ngày 19 tháng 11, Giáo hoàng Phanxicô bất ngờ loan báo vinh thăng nguyên tổng giám mục Kualar Lumpur lên tước vị Hồng y nhà thờ Sant’Alberto Magno. Tân hồng y cao tuổi đã đến nhận nhà thờ hiệu tòa của mình chỉ hai ngày sau đó. Vì quá 80 tuổi giới hạn về tuổi để được tham dự mật nghị hồng y chọn giáo hoàng, nên Hồng y Fernandez không bao giờ được quyền tham dự mật nghị Hồng y.
Ngoài các chức danh chính thức phía Tòa Thánh bổ nhiệm, ông còn đảm nhiệm chức danh Chủ tịch Hội đồng Giám mục Malaysia, Singapore và Bruniei trong hai khoảng thời gian gián đoạn: từ 1987 đến 1990 và từ 2000 đến 2003.
Ông qua đời ngày 28 tháng 10 năm 2020, thọ 88 tuổi.